# Doug Aitken
Doug Aitken (ur. 1968) – amerykański artysta multimedialny.

## Życiorys
Doug Aitken urodzony w Redondo Beach w Kalifornii w 1968. W 1987 rozpoczął studia w Art Center College of Design w Pasadenie, zdobył dyplom w 1991. W 1994 przeprowadził się do Nowego Jorku, gdzie w „303 Gallery” miał swoją pierwszą indywidualną wystawę. Obecnie żyje i pracuje w Nowym Jorku i Venice.

## Praca
Obszar, w którym porusza się Aitken to fotografia, rzeźba, interwencja w przestrzeń miejską, film, sztuka wideo, instalacje.
Artysta najszerzej znany jest publiczności z instalacji wideo i fotografii. Instalacje wideo nie opierają się na linearnej narracji, widz przechodzi – często dosłownie – przez podzielone pod względem struktury, rozmieszczenia, czasu czy następstw sekwencje obrazów. Inspiracje Aitken czerpie często z dokumentalnych zdjęć ukazujących naznaczone historycznie panoramy miejskie i krajobrazy. Filmy artysty skłaniają do refleksji nie tylko nad tematem, który porusza, ale również nad filmem i postrzeganiem go jako medium.

## Wystawy
Doug Aitken brał udział w ponad 150 wystawach na całym świecie.
Wybrane:
- „New Ocean”, Serpentine Gallery, Londyn, Tokyo Opera City Gallery, Tokio, Kunstahaus Bregenz, Bregenz, Fondazione Sandretto Re Rebaudengo, Turyn (2001-2003)
- „Speed of Vision”, Aldrich Museum of Conemporary Art, Ridgefield (2002)
- „Interiors”, The Fabric Workshop and Museum, Filadelfia (2002)
- „Rise”, Louisiana Museum for Moderne Kunst, Humlebaek (2002)
- „We're Safe As Long As Everything Is Moving”, la Caixa, Barcelona (2004)
- Musse d'Art Moderne de la Ville de Paris, Paryż (2005)